# Smyčková tkanina

Vazba smyčkové tkaniny

Smyčkové tkaniny, nazývané také froté (angl. terry-cloth, něm. Frottiergewebe), jsou trojrozměrové textilie. Třetí rozměr tkaniny tvoří kličky z osnovních nití nad nebo pod plochou základní tkaniny.

## Výroba

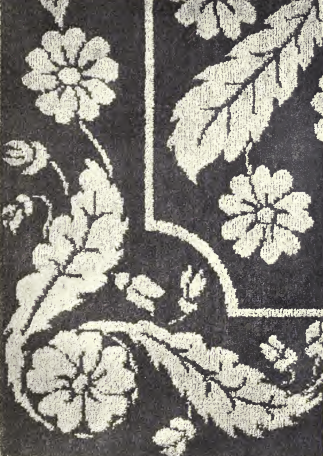
Koupelnová předložka – žakárové froté z roku 1913 (bílé smyčky na modrém podkladě)

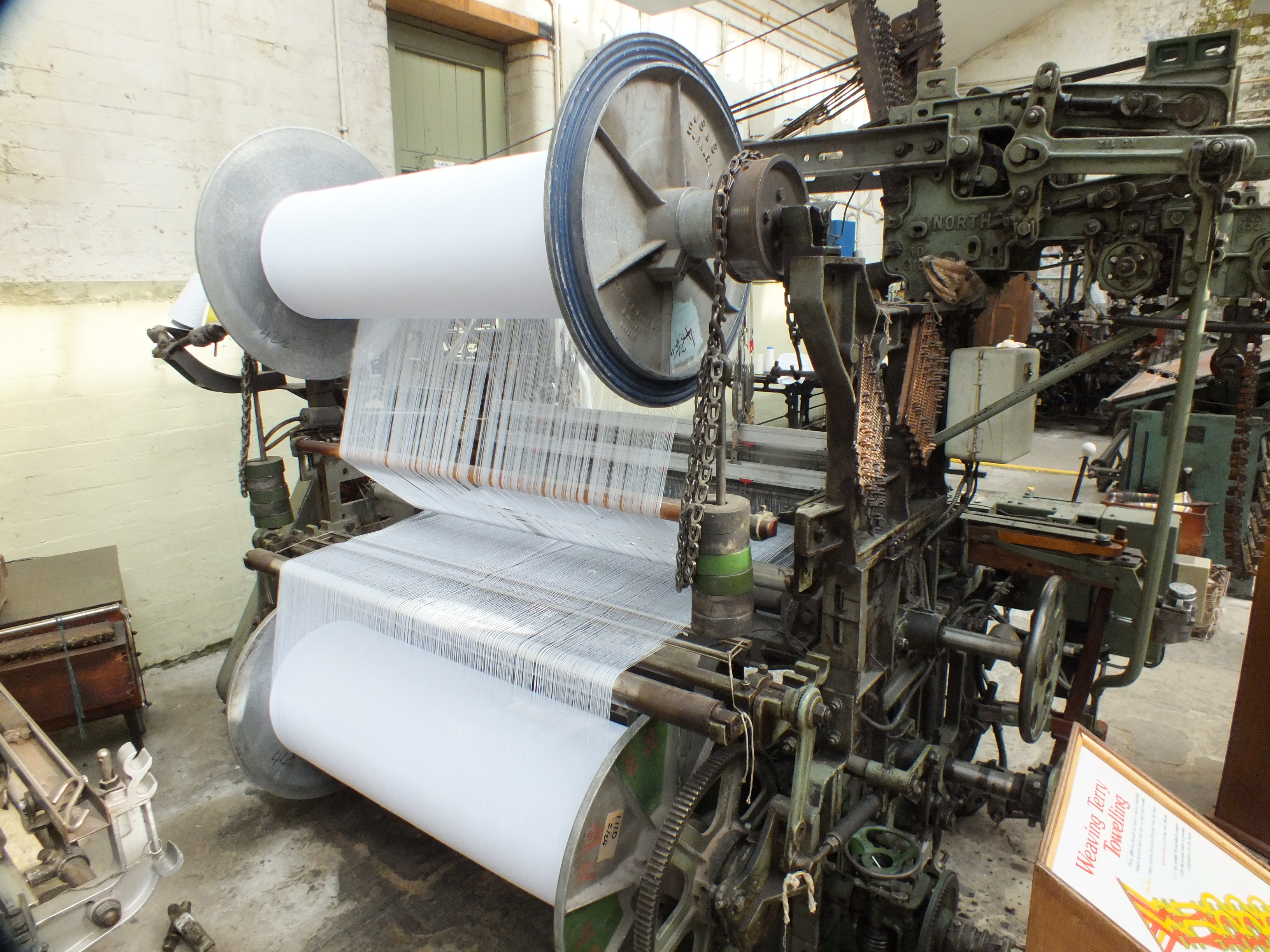
Člunkový stroj k výrobě smyčkových tkanin (Anglie asi v polovině 20. století)

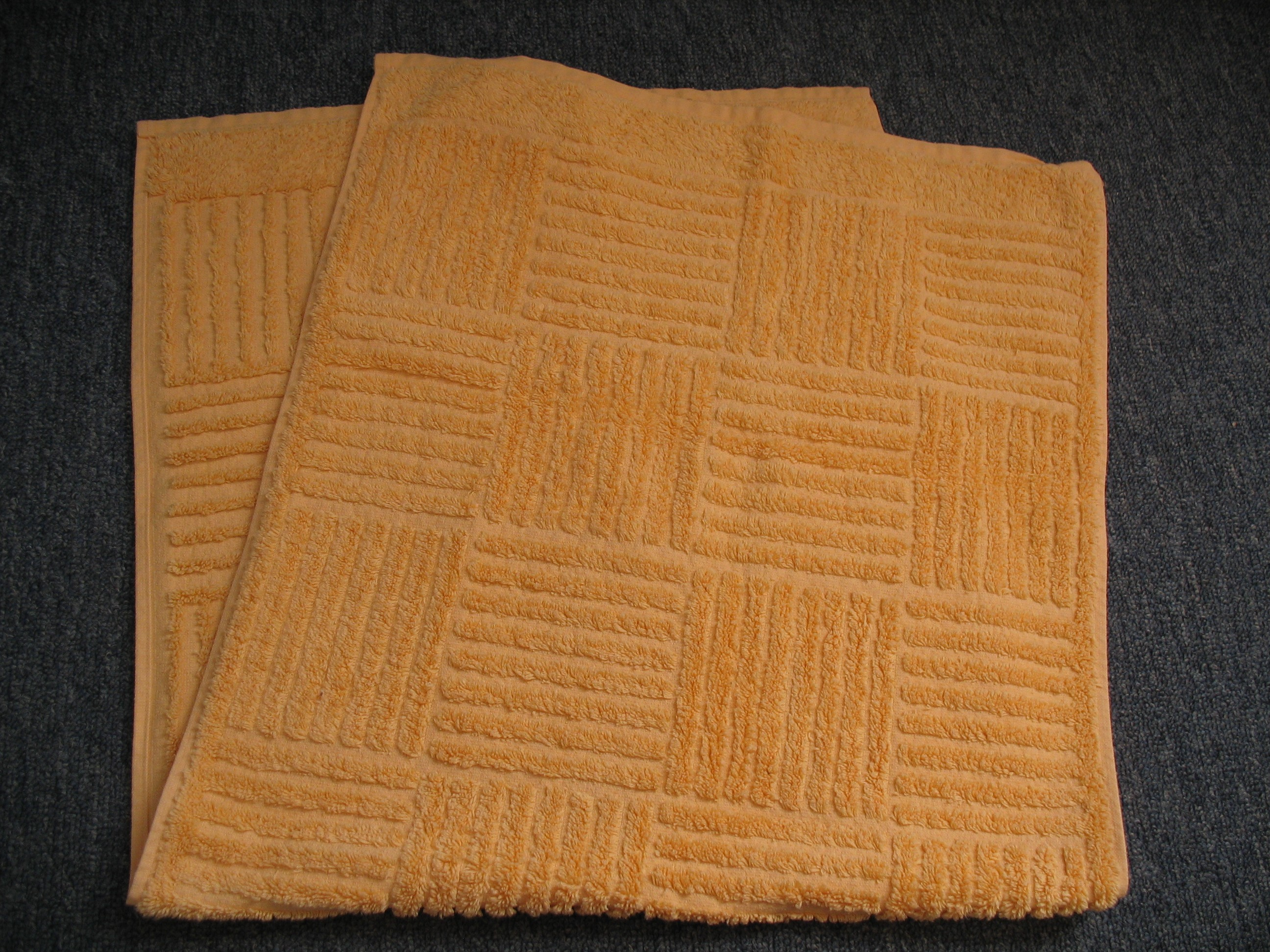
Ručník ze smyčkové tkaniny ze začátku 21. století

K výrobě se používají tkací stroje speciální konstrukce. Smyčková osnova se podává nejméně na dvou válech, smyčky na osnově se tvoří tzv. nedorazem paprsku při tkaní. K plnému dorazu dochází teprve po druhém až sedmém zaneseném útku, který s sebou vezme smyčkovou osnovu. Původní člunkové stavy jsou asi od poslední třetiny 20. století nahrazovány nejčastěji jehlovými tkacími stroji.
Stroje mohou být vybaveny listovkou nebo žakárovým ústrojím, kraje tkaniny se zpevňují perlinkovou vazbou nebo zatahováním konců útku s pomocí jehlového mechanizmu (tuck-in).
Schematický náčrt (vpravo) naznačuje vazbu smyčkové tkaniny: Útky (tmavé kruhy) jsou protkány základní osnovou (zeleně), v horní části se tvoří smyčkovou osnovní nití (červeně) kličky na lícní straně tkaniny a dolní část obrázku ukazuje (modře) i druhou osnovní nit se smyčkami na rubu tkaniny. V uvedeném příkladu se jedná o trojútkovou vazbu, kde se dva útky nacházejí pod obloučkem smyčky a třetí, mezi smyčkami, je tzv. vazný útek. Uvnitř smyček se dá zatkávat až 6 útků, tj. zhotovit sedmiútková vazba, smyčky mohou být maximálně 12 mm vysoké.
Osnovní příze na smyčkové tkaniny jsou zpravidla skané, nitě v základní osnově s vyšším zákrutem. Útková příze je méně zakroucená, většinou z bavlny nebo ze směsi bavlny s viskózou.
Smyčkové tkaniny se stříhanými kličkami jsou podobné sametu a říká se jim (někdy) velur.

### Využití
Smyčkové tkaniny se vyrábí skoro výhradně z bavlněných přízí, zboží má vynikající savost. Šijí se z něj proto převážně ručníky, osušky a plážové oblečení.
Na začátku 21. století dosáhla roční světová výroba 2,5 miliardy m² (250–600 g/m2) , což odpovídalo asi 2,5 % celkové produkce tkaných textilií.

## Smyčkové pleteniny
Osnovní pleteniny jsou podobné smyčkovým tkaninám. Smyčková nit může být z bavlny, základní pletenina se zhotovuje často z polyamidových filamentů. Pleteniny se vyrábějí většinou na upraveném osnovním stávku s nejméně dvěma kladecími přístroji. Niti z kladecího přístroje pro základní vazbu se střídají s nitěmi kladenými na jehly, které je odhazují a tak se tvoří smyčky na líci nebo po obou stranách pleteniny.
Osnovní smyčkové pleteniny mají vysokou pevnost v oděru, používají se zejména k čalounění aut a nábytku.
Smyčkové zátažné pleteniny jsou měkčí, pružnější a mají lepší savost než osnovní zboží. Používají se hlavně na posteloviny.

## Strečové froté
Pod označením strečové froté se vyrábějí elastické smyčkové tkaniny a pleteniny s obsahem tvarovaných přízí. Výrobky se používají např. na plážové oděvy, ložní prádlo aj.